# Biserica Sfânta Barbara din Viena

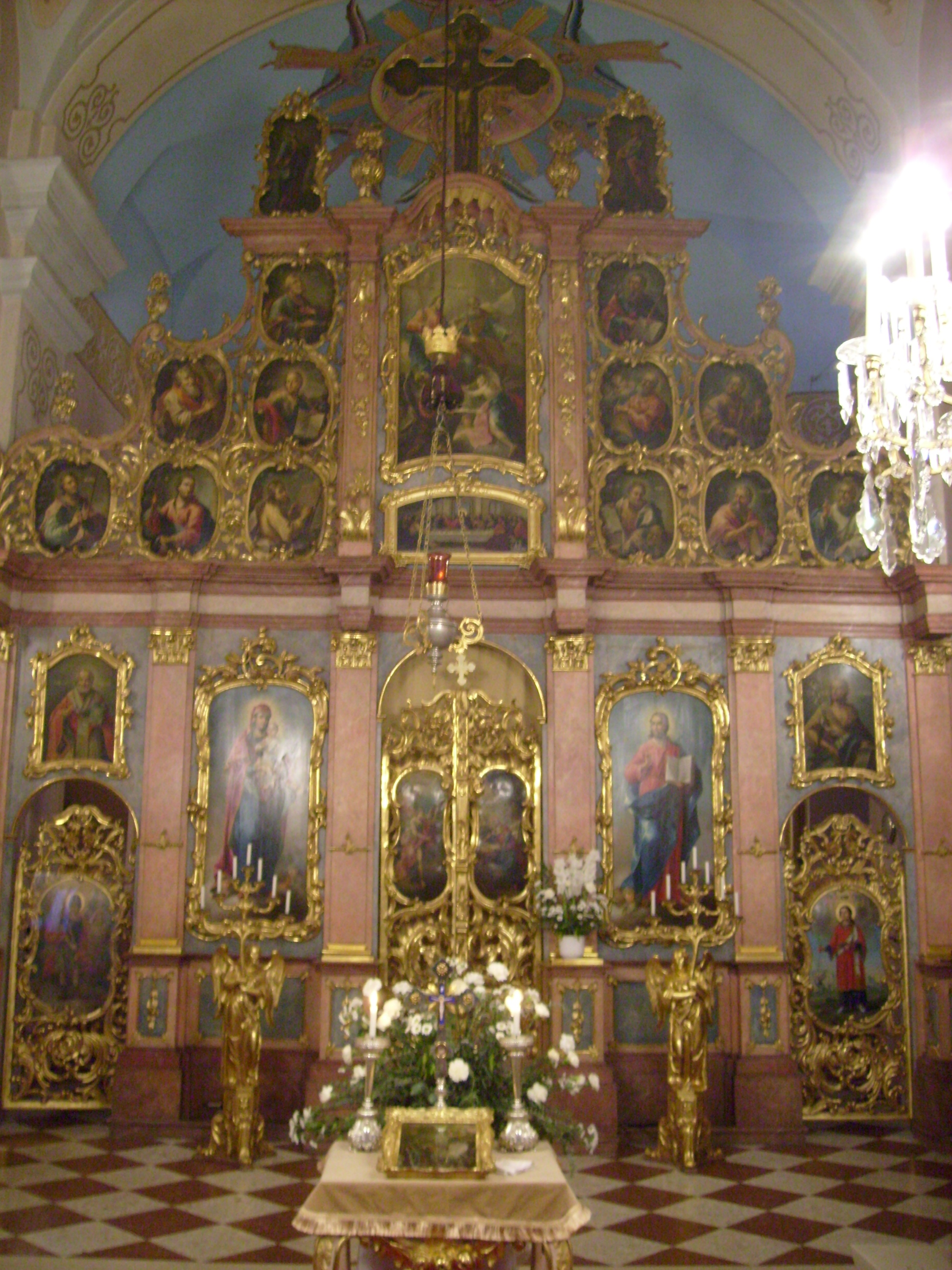
Iconostasul, cu pictura realizată de Efrem Micu

Biserica Sfânta Barbara din Viena este un lăcaș de cult, monument istoric și de arhitectură, situat în Postgasse (Ulița Poștei), nr. 8, din Viena, în imediata vecinătate a clădirii centrale a poștei din capitala Austriei. Lăcașul de cult a fost construit de iezuiți între 1652-1654. Începând cu 1773 a fost biserică a celebrului seminar greco-catolic cu hramul Sf. Barbara din Viena. În prezent deservește comunitatea greco-catolică ucraineană centrală din Viena.

## Istoric
Edificiul a fost inițial biserică a ordinului iezuit. În 1773, după desființarea temporară a ordinului, biserica a fost trecută în folosința parohiei greco-catolice din Viena. În 15 octombrie 1775, prin decretul imperial al Mariei Terezia, clădirea convictului iezuit a devenit sediu al Seminarului Greco-Catolic Sf. Barbara din Viena. 
Placa memorială din anul 1775, plasată la intrare, a reținut acest eveniment: "Maria Terezia și Iosif al II-lea, domnitori ai Austriei, au transferat cu generozitate această biserică împreună cu convictul aferent în scopul formării tânărului cler al ritului oriental. 1775".
După trecerea în posesia comunității greco-catolice din Viena, Biserica Sf. Barbara a fost prevăzută cu un iconostas. Acesta a fost sculptat de meșterul sârb unit Arsenie Markovic și pictat de meșterul transilvănean Efrem Micu, vărul lui Samuil Micu.

## Importanță
În Seminarul Sf. Barbara din Viena s-au format de-a lungul timpului numeroși intelectuali transilvăneni și clerici de frunte ai Bisericii Române Unite cu Roma, între care Gheorghe Șincai, Ion Budai-Deleanu, Vasile Ladislau Pop, Ioan Para, Vasile Rațiu, Ion Ciocan ș.a.m.d.
Ioan Budai-Deleanu a activat pentru o vreme ca psalt (cântăreț) în această biserică, iar Petru Maior a îndeplinit funcția de prefect de studii în seminarul aferent.
În publicația România Literară, nr. 26 din 16 iulie 2010, a fost lansată ideea că iconostasul bisericii ar reproduce portretele unor cărturari transilvăneni, în chipul celor doisprezece apostoli. Astfel, prototipul pentru portretul apostolului Ioan ar fi chipul lui Ioan Budai-Deleanu.

## Galerie de imagini

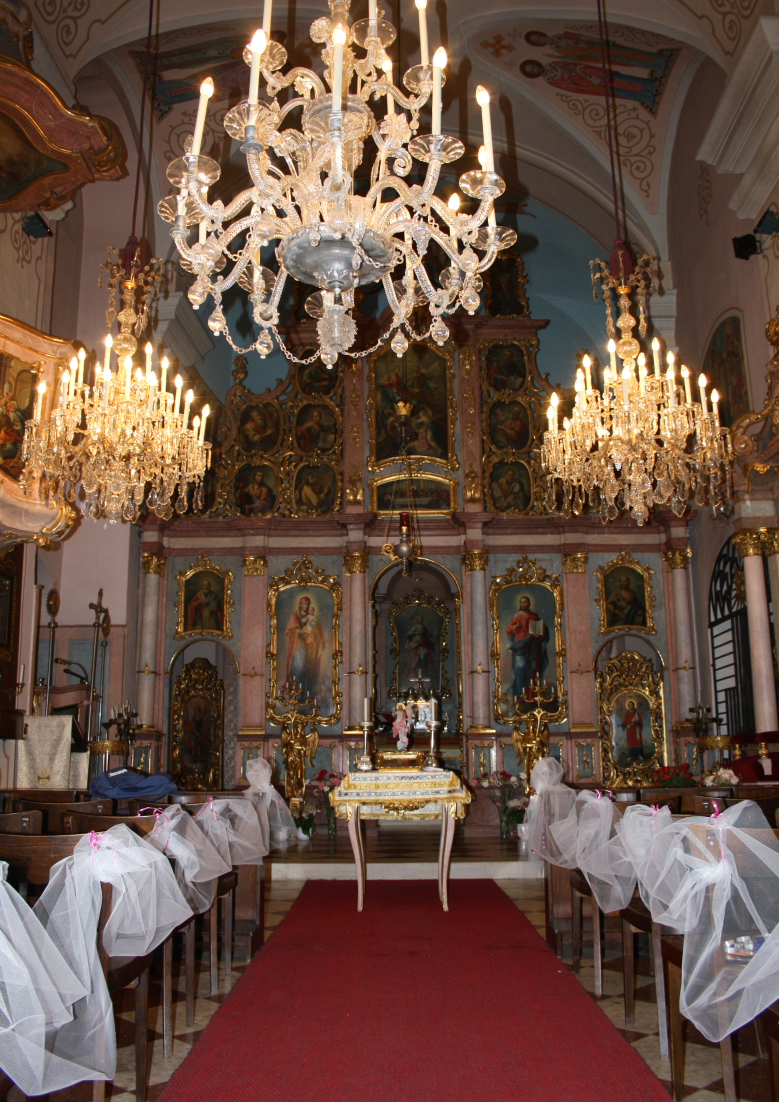
Biserica Sfânta Barbara din Viena (interior, vedere spre iconostas)
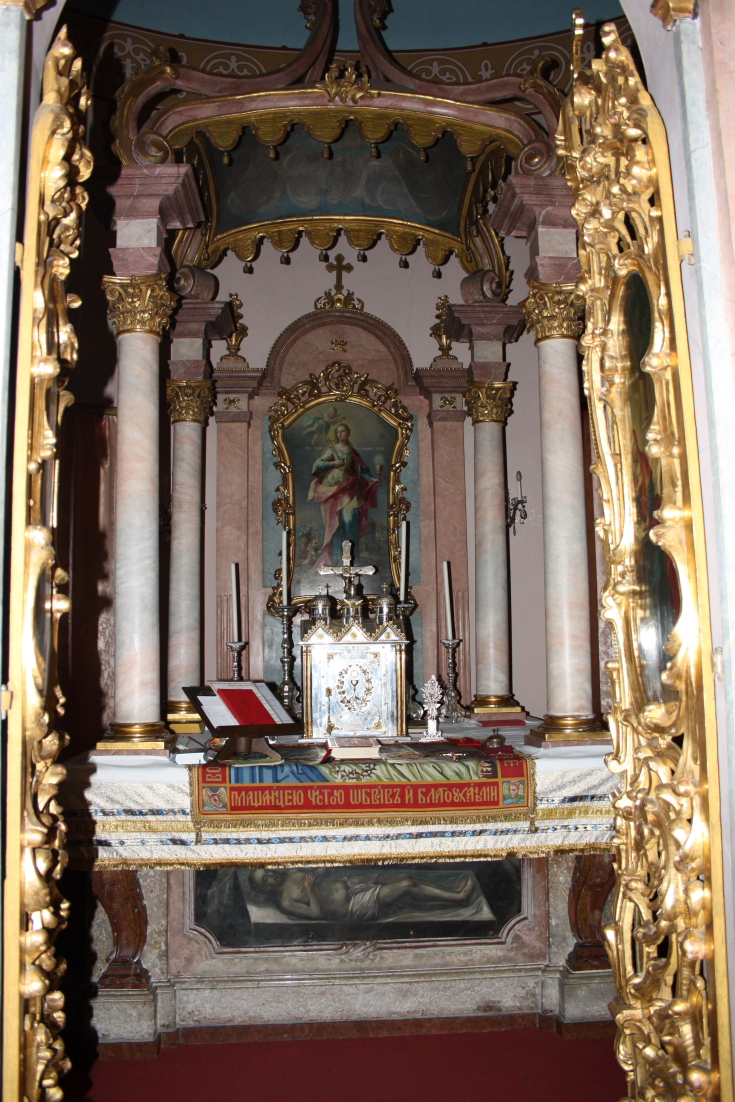
Biserica Sfânta Barbara din Viena (masa altarului, din marmură)